# 双河镇 (克山县)
双河镇，是中华人民共和国黑龙江省齐齐哈尔市克山县下辖的一个镇。
2015年4月9日，黑龙江省民政厅批复同意撤销双河乡，设立双河镇。

## 行政区划
双河镇下辖以下地区：
铁心村、钢心村、一心村、双心村、联心村、齐心村、中心村、护心村、众心村、群心村、赤心村和诚心村。